# Santiago Alcolea i Gil
Santiago Alcolea i Gil (Falset, Priorat, 1919 - Barcelona, 30 de juliol del 2008) fou un historiador de l'art català, especialitzat en l'art català dels segles XVI a XIX.

## Biografia
Estudià a la Universitat de Barcelona i va fer el doctorat a Madrid. Col·laborador des de jove de Josep Gudiol Ricart, va ser professor de la Universitat de Barcelona, on va ser el fundador del primer departament d'Història de l'Art que hi ha hagut a les universitats catalanes. Destaquen igualment les seves contribucions a les sèries Ars Hispaniae i Historia del Arte de l'editorial Carroggio. Va escriure monografies sobre grans figures de l'art espanyol, i en els seus últims temps presidia el Patronat de l'Institut Amatller d'Art Hispànic, al qual estigué estretament vinculat des de feia gairebé mig segle. La seva aportació més notable com investigador ha estat el coneixement documental detallat de la pintura catalana del segle XVIII. El 2006 va rebre la Creu de Sant Jordi. Fou membre honorífic de la Reial Acadèmia Catalana de Belles Arts de Sant Jordi.

## Obres
- Guías artísticas de España (capítols dedicats a la pintura catalana del 1500 al 1850 de la Historia de la pintura en Cataluña)
- La pintura en Barcelona en el siglo XVIII
- Campanarios de España (1976)
- Història de l'Art Català (1983)
- El Greco (1991)
- Catalunya-Europa. L'art català dins Europa (2003)